# Komitatsboden

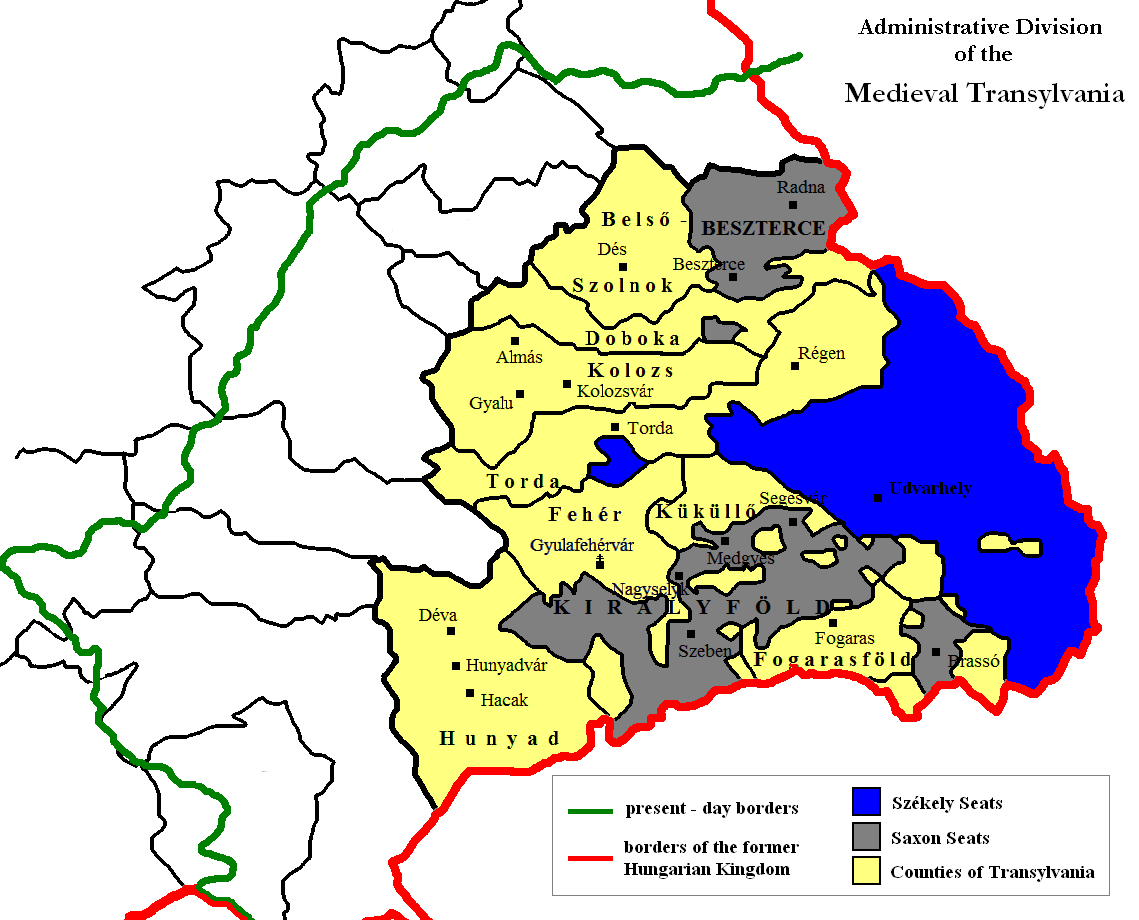
Gebiete der drei privilegierten siebenbürgischen Stände:
Szekler
Siebenbürger Sachsen – Königsboden nach dem Recht des Goldenen Freibriefs
adeliger Komitatsboden

Ungarischer Edelmann aus Siebenbürgen

Komitatsboden (auch Adelsboden) ist eine Bezeichnung für die Gebiete in Siebenbürgen, die dem ungarischen Adel und dem Klerus unterstellt waren und in denen bis Mitte des 19. Jahrhunderts mittelalterliche feudale Strukturen vorherrschten. Die Bezeichnung wird oft im Zusammenhang mit den schweren Lebensbedingungen der leibeigenen Bauern, die in diesen Gebieten lebten, verwendet.

## Geschichte
Im mittelalterlichen Siebenbürgen teilten sich drei privilegierte Stände (auch als Nationen bezeichnet – Unio Trium Nationum, 1438), die Szekler, die (Siebenbürger) Sachsen und der ungarische Adel, die politische Macht. Die drei Stände besaßen auch in sich abgeschlossene Rechts- und Verwaltungsgebiete. Während alle Szekler im Szeklerland (ungarisch Székelyföld) und Sachsen auf dem Königsboden weitgehende Privilegien besaßen, waren die Bauern auf Komitatsboden (mit rechtlichen Abstufungen) grundhörig. Auch eine große Zahl siebenbürgisch-sächsischer Bauern lebte auf Komitatsboden. Während im 13. und 14. Jahrhundert deren soziale Lage noch vergleichbar mit der auf Königsboden war, verschlechterte sie sich durch Zunahme der Belastungen durch Abgaben und Frondienste erheblich. 1514 wurde sogar die Schollenbindung auf Komitatsboden eingeführt. Kaiser Josef II. hob 1783 die erbliche Leibeigenschaft und damit die Schollenbindung auf, jedoch nicht die Abgaben und Dienstleistungen für den Grundherrn. Die vollständige Aufhebung der Leibeigenschaft auch auf Komitatsboden wurde erst 1848 beschlossen.

## Komitate
Komitate (ungarisch vármegye, megye) waren regionale Verwaltungseinheiten in Siebenbürgen und im Königreich Ungarn (und sind es noch im heutigen Ungarn). Der siebenbürgische Komitatsboden umfasste im Mittelalter:
- Komitat Inner-Szolnok (ungarisch Belső-Szolnok vármegye)
- Komitat Doboka (Dobeschdorf, ungarisch Doboka vármegye)
- Komitat Klausenburg (ungarisch Kolozs vármegye)
- Komitat Thorenburg (ungarisch Torda vármegye)
- Komitat Weißenburg (ungarisch Fehér vármegye)
- Komitat Kokelburg (ungarisch Küküllő vármegye)
- Komitat Hunyad (Eisenmarkt, ungarisch Hunyad vármegye) einschließlich Distrikt Hatzeg (ungarisch Hátszeg vidék)
- Distrikt Fogarasch (ungarisch Fogaras vidék, auch Fogarascher Land, ungarisch Fogarasföld)

Die privilegierten Gebiete der Sachsen und Szekler, Königsboden und Szeklerland, waren nicht in Komitate, sondern in Stühle und Distrikte unterteilt.
Im Jahr 1876, nach der 1867 erfolgten Wiedereingliederung Siebenbürgens in das Königreich Ungarn, wurden die historischen siebenbürgischen Komitate im Rahmen einer Verwaltungsreform reformiert. Es entstanden die neuen Komitate, die auch den Königsboden und das Szeklerland umfassten, welche im Zuge dieser Reform aufgelöst wurden:
- Komitat Szolnok-Doboka (ungarisch Szolnok-Doboka vármegye)
- Komitat Bistritz-Naszod (ungarisch Beszterce-Naszod)
- Komitat Klausenburg (ungarisch Kolozs vármegye)
- Komitat Maros-Torda (ungarisch Maros-Torda vármegye)
- Komitat Csík (ungarisch Csík vármegye)
- Komitat Torda-Aranyos (ungarisch Torda-Aranyos vármegye)
- Komitat Unterweißenburg (ungarisch Alsó-Fehér vármegye)
- Komitat Klein-Kokelburg (ungarisch Kis-Küküllő vármegye)
- Komitat Groß-Kokelburg (ungarisch Nagy-Küküllő vármegye)
- Komitat Udvarhely (ungarisch Udvarhely vármegye)
- Komitat Hunyad (Eisenmarkt, ungarisch Hunyad vármegye)
- Komitat Hermannstadt (ungarisch Szeben vármegye)
- Komitat Fogarasch (ungarisch Fogaras vármegye)
- Komitat Kronstadt (ungarisch Brassó vármegye)
- Komitat Háromszék (ungarisch Háromszék vármegye)